# 진보 기독교
진보 기독교 (Progressive Christianity)는  포스트모던의 통찰력을 통하여 믿음을 변혁하고자 기독교 안에서 하나의 후기-자유주의(post-liberal movement) 운동이다. 이것은 또한 실제적으로 발생하지 않은 스토리안에서 진리를 확신함으로써 성경 안에 있는 본문에 대해 증명할 수 있는 역사성과 사실성을 넘어선 진리들을 재 천명하는 것이다. 진보 기독교는  포스트모던 신학방법을 대표하지만, 진보 정치와는 꼭 동의어가 되지 않는다. 계몽주의적 사상에 뿌리를 둔 근대성의 자유주의 신학에서 발전되었다.

## 같이 보기
- 기독교 아나키즘
- 기독교적 실존주의
- 기독교 여성주의
- 기독교 인문주의
- 기독교 좌파
- 기독교 사회주의
- 동성애와 기독교
- 기독교와 정치
- 평등주의
- 이머징 처치
- 주류 개신교
- 정치신학
- 후천년설
- 종교다원주의
- 새로운 사태
- 세속적 인본주의
- 세속 종교
- 사회 정의
- 퀴어 신학
- 유니테리언주의